# Odra Chojna
Odra Chojna – polski klub sportowy z wiodącą sekcją piłki nożnej z siedzibą w Chojnie. W sezonie 2023/2024 klub występuje w IV lidze zachodniopomorskiej.
W klubie grali m.in. Rafał Piotrowski, Robert Sikorski, Mieczysław Kusiak i Łukasz Żebrowski.

## Historia
Klub został założony w 1946 pod nazwą Granica, jednakże początkowo rozgrywał jedynie mecze towarzyskie, a został zgłoszony do piłkarskich rozgrywek klasy B dopiero w 1949 pod nazwą Leśnik. W 1953 brał udział w rozgrywkach klasy B jako Unia. W 1954 zmieniono nazwę na Spójnia. W 1956 klub wywalczył mistrzostwo dębnowskiej grupy klasy B i awansował do klasy A. Pod koniec tego samego roku przyjęto nazwę Odra, która jest używana do dziś. W 1960 klub awansował do III ligi.
W klubie w latach 2008-2011 istniała sekcja piłki nożnej kobiet. Drużyna występowała w II lidze, a następnie w III lidze.
Inne sekcje prowadzone przez klub to lekkoatletyka, kolarstwo, siatkówka i koszykówka.

## Sukcesy klubu
- 14. miejsce w III lidze w sezonie 1986/1987
- 13. miejsce w III lidze w sezonie 1990/1991
- 16. miejsce w III lidze w sezonie 2004/2005

## Klub w rozgrywkach ligowych
| Oznaczenie kolorami   |
| --------------------- |
| drugi poziom ligowy   |
| trzeci poziom ligowy  |
| czwarty poziom ligowy |
| piąty poziom ligowy   |
| szósty poziom ligowy  |
| siódmy poziom ligowy  |

### Drużyna mężczyzn
| Sezon   | Liga                            | Pozycja | Punkty | Bramki | Uwagi  |
| ------- | ------------------------------- | ------- | ------ | ------ | ------ |
| 2002/03 | IV liga (zachodniopomorska)     | 2       | 59     | 73-49  |        |
| 2003/04 | IV liga (zachodniopomorska)     | 1       | 74     | 111-40 | awans  |
| 2004/05 | III liga (2)                    | 16      | 15     | 22-72  | spadek |
| 2005/06 | IV liga (zachodniopomorska)     | 15      | 42     | 55-71  | spadek |
| 2006/07 | V liga (Szczecin)               | 5       | 55     | 67-44  |        |
| 2007/08 | V liga (Szczecin)               | 6       | 45     | 71-65  |        |
| 2008/09 | V liga (Szczecin)               | 8       | 41     | 47-54  | [ a ]  |
| 2009/10 | V liga (Szczecin)               | 2       | 65     | 66-27  | awans  |
| 2010/11 | IV liga (zachodniopomorska)     | 13      | 33     | 36-65  | spadek |
| 2011/12 | Liga okręgowa (Szczecin)        | 5       | 51     | 67-49  |        |
| 2012/13 | Liga okręgowa (Szczecin)        | 6       | 51     | 64-35  |        |
| 2013/14 | Liga okręgowa (Szczecin)        | 1       | 74     | 83-30  | awans  |
| 2014/15 | IV liga (zachodniopomorska)     | 4       | 49     | 61-44  |        |
| 2015/16 | IV liga (zachodniopomorska)     | 15      | 23     | 32-63  | spadek |
| 2016/17 | Liga okręgowa (Szczecin)        | 8       | 40     | 62-79  |        |
| 2017/18 | Liga okręgowa (Szczecin)        | 4       | 49     | 72-70  |        |
| 2018/19 | Klasa okręgowa (Szczecin)       | 9       | 39     | 70-65  |        |
| 2019/20 | Klasa okręgowa (Szczecin II)    | 8       | 21     | 35-25  | [ b ]  |
| 2020/21 | Klasa okręgowa (zachodniop. II) | 2       | 70     | 118-34 |        |
| 2021/22 | Klasa okręgowa (zachodniop. II) | 2       | 67     | 71-38  | [ c ]  |
| 2022/23 | Klasa okręgowa (zachodniop. II) | 1       | 84     | 122-25 | awans  |
| 2023/24 | IV liga (zachodniopomorska)     |         |        |        | spadek |

### Drużyna kobiet
| Sezon   | Liga                         | Pozycja | Punkty | Bramki | Uwagi  |
| ------- | ---------------------------- | ------- | ------ | ------ | ------ |
| 2008/09 | II liga (zachodniopomorska)  |         |        |        |        |
| 2009/10 | II liga (zachodniopomorska)  |         |        |        | spadek |
| 2010/11 | III liga (zachodniopomorska) | 5       | 3      | 7-29   |        |

## Kadra na sezon 2023/24

### Bramkarze
- Patryk Jurek
- Patryk Małek

### Obrońcy
- Paweł Gejdyk
- Łukasz Głowacki
- Paweł Jędrasiak
- Kacper Kapral-Tytyn
- Tomasz Kusiak
- Mateusz Nagaj
- Kacper Orman

### Pomocnicy
- Michał Ceglarek
- Jakub Gajos
- Eryk Madera
- Ksawier Młyński
- Nikodem Nycz
- Jakub Przybylski
- Kacper Różycki
- Bartosz Skóra
- Karol Wąchała
- Miłosz Wujko

### Napastnicy
- Marcin Borczyński
- Bartosz Mikuć
- Aleksander Panicz